# Фукуи (префектура)
Фукуи́ (яп. 福井県 Фукуи-кэн) — префектура, расположенная в регионе Тюбу на острове Хонсю (Япония). Административный центр префектуры — город Фукуи.
Площадь префектуры составляет 4189,88 км², население — 789 994 человека (1 июля 2014), плотность населения — 188,55 чел./км².

## История
До основания префектуры в 1871 году на её территории располагались провинции Вакаса и Этидзэн.

## География
Префектура имеет выход к Японскому морю и состоит из западной части (бывшая Вакаса), которая представляет собой узкую равнину между горами и морем, и восточной части (бывшая Этидзэн) с более широкими равнинами, на которых располагается столица и большая часть населения префектуры. Недалеко от побережья Японского моря вблизи города Вакаса находится небольшое тектоническое озеро Суйгецу.

## Административно-территориальное деление
В префектуре Фукуи расположено 9 городов и 7 уездов (8 посёлков).

### Города
Список городов префектуры:
| - Авара; - Кацуяма; - Обама; - Оно; - Сабаэ; | - Сакаи; - Фукуи; - Цуруга; - Этидзен. |

### Уезды
Посёлки по уездам:
| - Йосида; - Эйхейдзи; - Имадате; - Икеда; - Нандзё; - Минамиэтидзен; - Ню; - Этидзен; | - Миката; - Михама; - Ои; - Ои; - Такахама; - Микатакаминака; - Вакаса. |

## Символика
Эмблема префектуры была принята 28 марта 1952 года. Она представляет собой стилизованную запись катаканой названия префектуры — «фукуи» (яп. フクイ).
Цветком префектуры в мае 1954 выбрали нарцисс букетный, деревом — сосну (сентябрь 1966), птицей — дрозда Науманна (декабрь 1967), а рыбой — обыкновенного краба-стригуна (март 1989).